# Norrbo tingslag
Norrbo tingslag var ett tingslag i Västmanlands län i Västmanlands norra domsaga från 1858 och Gamla Norberg, Norrbo, Vagnsbro och Skinnskattebergs domsaga dessförinnan.    
Tingslaget uppgick 1929 i Siende och Norrbo tingslag.

## Ingående områden

### Socknarna i häraderna
- Norrbo härad